# 华盛顿杜莎夫人蜡像馆
华盛顿杜莎夫人蜡像馆（Madame Tussauds Washington D.C.）是一个蜡像馆位于美国首都华盛顿哥伦比亚特区，于2007年10月开业，成为全球第12个杜莎夫人蜡像馆，设有政治，文化，体育，音乐和电视著名人物的蜡像。相较于其他杜莎夫人蜡像馆，华盛顿杜莎夫人蜡像馆的政治人物较多，展示所有44位美国总统的蜡像。

## 主题
蜡像馆内分几个主题室，允许和鼓励游客观看、触摸和拍摄这些受欢迎的公众人物：
- 总统画廊 - 包含自乔治·华盛顿以来所有44位美国总统的蜡模。

- 民权室 - 献给那些为非裔美国人的自由而战者，如马丁·路德·金和罗莎·帕克斯。

- 魅力室 – 布置成夜总会场景，包括名人乔治·克鲁尼、约翰尼·德普、安吉丽娜·朱莉和碧昂丝。

- 媒体室 - 布置成电视演播室，表现电视人物和脱口秀主持人，例如奥普拉·温弗瑞、拉里·金、泰拉·班克斯和斯蒂芬·科尔伯特

- 体育画廊– 包括NBA，曲棍球，拳击，棒球，高尔夫的体育明星。包括老虎伍兹、贝比·鲁斯和埃万德·霍利菲尔德。

- 幕后 – 有关杜莎夫人蜡像馆的背景，历史和蜡像是如何制造的游客互动画廊[1]。